# 8-Bit (empresa)
8-Bit Co., Ltd.  (株式会社エイトビット) é uma empresa de animação japonesa criada em Setembro de 2008 por ex- membros do Satelight .
Em 8 de junho de 2020, foi anunciado que a Eight Bit havia firmado uma parceria com a Bandai Namco para criar várias produções de anime. Seu primeiro projeto será  The Slime Diaries: That Time I Got Reincarnated as a Slime.
No dia 1 de novembro de 2021, a Eight Bit abriu um estúdio na prefeitura de Niigata.
A partir do dia 1 de abril de 2024, a Eight Bit tornar-se-á uma subsidiária da Bandai Namco Filmworks.

## Animes
- Infinite Stratos (2 temporadas, 2011 - 2013
- Aquarion Evol (2012) (co-produção com a Satelight)
- Busou Shinki (2012)
- Yama no Susume (4 temporadas, 2013 - 2022)
- Walkure Romanze (2013)
- Tokyo Ravens (2013 - 2014)
- Grisaia no Kajitsu (2014)[6]
- Absolute Duo (2015)
- Comet Lucifer (2015)
- Grisaia no Rakuen (2015)
- Shōnen Maid (2016)
- Rewrite (2016)
- Knight's & Magic (2017)
- How to Keep a Mummy (2018)
- Tensei Shitara Slime Datta Ken (3 temporadas, 2018 - 2024)
- Hoshiai no Sora (2019)
- Oshi ga Budōkan Ittekuretara Shinu (2019)
- Mahouka Koukou No Rettousei (2ª temporada em 2020 e 3ª temporada em abril de 2024)
- Tensura Nikki: Tensei Shitara Slime Datta Ken (2021)
- Blue Lock (2022)
- Synduality: Noir (2023)
- Shy (2023)
- Yuru Camp (3ª temporada, abril 2024)

## OVAs
- IS <Infinite Stratos> Encore: A Sextet Yearning for Love (2011)
- Infinite Stratos 2: Long Vacation Edition (2013)
- Infinite Stratos 2: World Purge-hen (2014)
- Yama no Susume: Omoide no Present (2017)
- Tensei Shitara Suraimu Datta Ken (2019 - 2020)

## Filmes
- Macross Frontier the Movie: The False Songstress (2009)
- Grisaia no Meikyuu (2015)
- Mahouka Koukou No Rettousei: The Movie – The Girl Who Summons the Stars (2017)
- Mahouka Koukou No Rettousei: Reminiscence Arc (2021)
- Gekijōban Tensei Shitara Suraimu Datta Ken: Guren no Kizuna-hen (2022)
- Blue Lock: Episode Nagi (2024)